# مندلی (عراق)
مَندَلی (به عربی: مندلی، به کُردی: مه‌نده‌لی) شهرکی در استان دیاله در عراق است. مندلی ۲۹٬۸۸۲ نفر جمعیت دارد و ۱۰۴ متر بالاتر از سطح دریا واقع شده‌است.
بیشتر مردم شهر مندلی کُرد هستند اما این شهر دارای جمعیت قابل توجهی عرب و ترکمن است.

## تاریخ
نام قدیمی این شهر، «بندينک» بوده‌است. این شهر پایتخت امارت کُردی بنی عناز بوده‌است. در سال ۱۹۴۷ کُردها ۵۰ درصد جمعیت این شهر را تشکیل می‌دادند و اکثریت جمعیت‌شان در طول دهۀ ۵۰ ادامه یافت. حدود ۴۰۰۰ خانوادۀ کرد پس از فروپاشی جنبش کردها در سال ۱۹۷۵ از شهر تبعید شدند.